# フランクリン・ペレス
フランクリン・エドゥアルド・ペレス・モントーヤ（Franklin Eduardo Pérez Montoya, 1997年12月6日 - ）は、ベネズエラのカラボボ州バレンシア出身のプロ野球選手（投手）。右投右打。MLBのデトロイト・タイガース傘下所属。

## 経歴

### プロ入りとアストロズ傘下時代
2014年10月にアマチュア・フリーエージェントでヒューストン・アストロズと契約してプロ入り。
翌2015年に傘下のルーキー級ドミニカン・サマーリーグ・アストロズでプロデビュー。ルーキー級ガルフ・コーストリーグ・アストロズでもプレーし、2球団合計で16試合（先発10試合）に登板して1勝4敗、防御率4.50、61奪三振を記録した。
2016年はA級クァッドシティーズ・リバーバンディッツでプレーし、15試合（先発10試合）に登板して3勝3敗1セーブ、防御率2.84、75奪三振を記録した。
2017年はA+級ビューズクリーク・アストロズとAA級コーパスクリスティ・フックスでプレーし、2球団合計で19試合（先発16試合）に登板して6勝1敗3セーブ、防御率3.02、78奪三振を記録した。

### タイガース傘下時代
2017年8月31日にジャスティン・バーランダー、後日発表選手または金銭とのトレードで、ダズ・キャメロン、ジェイク・ロジャースと共にデトロイト・タイガースへ移籍した。この年移籍後の公式戦登板は無かった。
2018年にMLB.comが発表したプロスペクトランキングでは39位、タイガースの組織内では1位にランクインした。シーズンでは傘下のルーキー級ガルフ・コーストリーグ・タイガースとA+級レイクランド・フライングタイガースでプレーし、2球団合計で7試合に先発登板して0勝2敗、防御率6.52、14奪三振を記録した。オフの11月19日にルール・ファイブ・ドラフトでの流出を防ぐために40人枠入りした。
2019年は肩の故障のため、A+級レイクランドで2試合に登板しただけだった。
2020年は新型コロナウイルスの影響でマイナーリーグの試合が開催されず、メジャーにも昇格しなかったため、公式戦の登板は無かった。
2021年5月11日に右肩の手術を受けることが発表され、翌12日に自由契約となったが、14日にマイナー契約で再契約した。

## 投球スタイル
速球、カーブ、スライダー、チェンジアップと、4球種を操る年齢離れした投球センスが光ると評価されている。